# Рейлін
Сте́йсі Бріа́на Бернште́йн (англ. Stacey Briana Bernstein), відома як Ре́йлін (англ. Raylene, нар. 12 лютого 1977 року, Глендора, Каліфорнія, США) — американська порноакторка та модель.

## Кар'єра
У першій сцені зіграла у 19 років у фільмі «Shane's World #4». 1998 року підписала контракт з «Vivid Entertainment».
2000 року на церемонії вручення премії Греммі разом з Кобі Таї виконувала танець під час виступу Кід Рока.
2001 року закінчила кар'єру в порноіндустрії та стала агенткою з продажу нерухомості. Але 2009 року повернулася і знялася у фільмі «Raylene's Dirty Work».
Деякий час була одружена з Бредом Гіршем.

## Нагороди
- 1999 XRCO Award — Старлетка року[7][8]
- 2001 AVN Award — Найкраща акторка, фільм — Artemesia (з Тейлором Геєсом)[9]
- 2008 Включена до AVN Hall of Fame[10]